# 稻置
稲置，是日本在大化革新实行律令制前在地方上最基本行政单位，同时为县 (こおり) 之首长。负責征收稻谷，在天武天皇立八色姓后成为最低级赐姓。